# Břeclavi kastély
A břeclavi kastély egy reneszánsz kastély Csehországban, Brnótól délkeletre, Břeclav közelében.

## Leírás
A kastély eredetileg egy gótikus vár helyére épült. A reneszánsz stílusú építmény a XVI. századból származik. A XIX. század első felében átépítették. Noha a második világháború alatt sok oklevél megsemmisült, annyit tudni lehet, hogy a gótikus vár egy főnemes, I. Břetislav hűbérbirtoka volt. A kastély a Lednice–valticei kultúrtáj része.